# Abditodentrix
Abditodentrix es un género de foraminífero bentónico de la familia Bolivinitidae, de la superfamilia Bolivinitoidea, del suborden Buliminina y del orden Buliminida. Su especie tipo es Arbitodentrix asketocomptella. Su rango cronoestratigráfico abarca desde el Plioceno hasta la Actualidad.

## Discusión
Clasificaciones previas incluían Abditodentrix en el suborden Rotaliina del Orden Rotaliida

## Clasificación
Abditodentrix incluye a las siguientes especies:
- Abditodentrix asketocomptella
- Abditodentrix pseudothalmanni

Otra especie considerada en Abditodentrix es:
- Abditodentrix rhomboidalis, aceptado como Tortoplectella rhomboidalis